# Johann Friedrich Hännel
Johann Friedrich Hännel (også Hänel) (formodentlig født ca. 1710 i Meissen, Sachsen – 6. januar 1761 i København) var en dansk-tysk billedhugger tilhørende rokokoen.
Johann Friedrich Hännel kom efter alt at dømme fra Sachsen, og han er kommet til Danmark omkring 1731, hvad man ved fra en skrivelse til Danske Kancelli i 1745, hvori han anfører, at han har været i landet i 14 år. Billedhuggeren oplyser i samme brev, at han har arbejdet med modellen af Christiansborg Slot, og udført billedhuggerarbejder i kirken (kapellet) på herregården Bregentved (som stod færdigt i 1740). Desuden skriver Hännel, at han har haft inspektionen over Det kongelige Marmorværk i Norge i 4 år. Måske er han rejst derop sammen med en anden tysker, Jacob Fortling, som fik forskellige privilegier på stenbrud i Norge, og som i 1745 blev hans svoger, idet Hännel den 25. januar giftede sig med Fortlings afdøde kones meget yngre søster, Elisabeth Mandørpff (12. november 1728 i København – begravet 7. januar 1780 i samme by), datter af kurvemager Jacob Mandørpff og Cathrine NN. 
Året efter erhvervede Hännel og Fortling sammen hjørneejendommen Ny Kongensgade 17 i København, der lå på så stor en grund, at den kunne bruges til oplagring af sten til bl.a. skulpturerne. De to har, ud over fællesskabet i det familiære forhold, haft samarbejde på mange måder. Fortling udførte fx marmorpladerne til konsolbordene på Ledreborg i 1747 og i øvrigt en række andre stenhuggerarbejder, hvor Hännel var engageret som billedhugger. Christian Elling har argumenteret overbevisende for, at Hännel også har været modellør på Kastrupfabrikken i Fortlings ejerperiode, hvor især fabrikkens småbørnsfigurer har lighedspunkter med Hännels børnefigurer i Fredensborg Slotspark og med puttierne på Ledreborg. Der er væsentlig lighed mellem mange sikre arbejder af Hännel og en gruppe andre værker, fx lågvaser fra Kastrupfabrikken.
Hännels arbejdsgivere var hofbygmestrene Laurids de Thurah og Nicolai Eigtved, og der var arbejdsopgaver i rigt mål på de nye kongelige slotte. Hännel tilhørte stilistisk rokokoen, og hans værker er præget af en tyngde, som placerer dem i den sydtyske rokoko frem for den lettere franske. Billedrammerne omkring Jacob Fabris' malerier i havesalen på Fredensborg har spinkle dekorationer på siderne, men svulmende rocaille-udskæringer foroven og forneden. Dette betoner de horisontale linjer i rummet så kraftigt, at arkitekturen præges deraf, og den store sal fremstår derfor lavere og mere intim, end rummet er i virkeligheden. 
Hännel skar og huggede med lige stor lethed i træ, sandsten og marmor. Han betragtes ikke som en original kunstner, men var en fremragende håndværker og en ferm dekorationsplastiker. Et af hans sene værker, sandstensvaserne på portalen til Frederiksberg Have, er fx formet med meget frigjorte og levende rocaillemotiver, der viser, at Hännel var dygtig til at sammensætte rokoens mønstre på selvstændig vis.
Hännel blev – ligesom Fortling – en velhavende mand. Han døde i 1761, og hans hustru Elisabeth ægtede dernæst billedhuggeren Johann Gottfried Grund. Hännel er begravet i urtegården ved Sankt Petri Kirke.

## Værker
- Dekorative detaljer på træmodel af Christiansborg Slot (1732, modellen af Dietrich Schäffer, forsvundet)
- Udsmykning af kapellet på Bregentved (1740)
- Prædikestol og orgel, Schloss Friedrichsruh (Drage), Itzehoe (1746, nedrevet 1787, tegninger bevaret)
- Konsolborde og spejle, Reventlowsalen, Ledreborg (1747)
- Samme, Christiansborg Slot (1749, brændt 1794)
- Døbefont, Helligåndskirken, København (færdig 1749)
- Konsolborde, Fredensborg Slot (1750)
- Pillespejle og rammer (omkring Jacob Fabris' malerier), havesalen, Fredensborg Slot (1750)
- Usmykning i Moltkes Palæ, Amalienborg (1750-52)
- 18 putti i sandsten, Ledreborg (1750)
- Diana, haveskulptur, Fredensborg Slot (1751)
- De fire årstider, Fredensborg Slot (1751)
- 2 konsolspejle med borde, Dronningens Audiensgemak, Fredensborg Slot (1755, nedtaget 1776)
- 4 sandstensvaser til gitterporten mod Frederiksberg Runddel, Frederiksberg Have (1755)
- Skulpturer på pavilloner, Frederiks Hospital, Bredgade og Amaliegade, København (1756-57)
- Minerva, Mars, Venus og Diana, Kongens Have, København (gotlandsk sandsten, 1757)
- Hoveder i vinduesindfatningerne i de 4 facader, Fredensborg Slot (1757)
- Pilasterkapitæler på Orangeribygningen (nedrevet), og Marskalshuset, Fredensborg Slot (1757)
- Lugtesansen og Eirene, Marmorhaven, Fredensborg Slot (1758)
- Restaurering og omhugning af statuen Freden, Fredensborg Slot (1758)
- Sandstensvaser, Prinsens Palæ (1758, 1760)
- Prædikestol, Kongsberg Kirke, Norge
- Tegning til prædikestol, Vor Frelsers Kirke, København (Københavns Museum)
- Tegninger i Kobberstiksamlingen
- Tilskrivning: 2 allegoriske kvindeskikkelser, øverste terrasse, Ledreborg